# 하나자와 테루키
하나자와 테루키(일본어: 花沢 輝気)는 《모브 사이코 100》에 등장하는 등장인물이며 쿠로즈 중학교의 불량아들의 숨은 리더다.

## 소개
신장 161.4cm, 체중 47.7kg 혈액형 A형, 생일 4월 13일, 양자리, 범띠. 쿠로즈 중학교 2학년.
통칭 '테루'. 카게야마 시게오(모브)가 처음 만난 자신 이외의 초능력자로 지력, 체력, 외모, 초능력 모두 뛰어난 실력자다. 철이 들었을 때부터 초능력을 구사했고 적극적으로 사용해 왔다. 초능력이 없는 인간을 "생물로서의 차원이 다르다"고 깎아내리지만, 그것은 '초능력 이외의 일에서는 자신에게 자신감을 가질 수 없다'는 열등감에서 비롯된 것이였다. 모브와 대치했을 때에는 사고로 정수리의 머리카락을 잃고 이른바 패배한 일본의 무사 상태가 되어 폭주한 모브에게 옷이 찢기며 패배했다. 그 이후 지금까지의 자만한 자신을 후회하고 성격도 크게 갱생되어 모브와 친구가 된다. 재등장하며 이상한 길이의 가발을 착용하고 있었지만, 사쿠라이가 윗부분을 베어 적당한 길이가 되었다. 초능력에 눈을 뜬 리츠에게 "예전의 나처럼 능력에 의존하지 말아라"고 충고하는 한편, 리츠가 '손톱'에게 리츠가 납치되어 이성을 잃은 모브를 냉정한 설득과 충고로 다독이며 모브와 함께 리츠를 구하러 간다. 모브에게 한번 패배했지만, 원래 뛰어난 재능과 감각을 가져 간부들을 제압하며 크게 활약한다. 초능력을 크게 발동할 때면 안짱다리가 되는 버릇이 있다.